# Piper ciniflonis
Piper ciniflonis är en pepparväxtart som beskrevs av William Trelease. Piper ciniflonis ingår i släktet Piper och familjen pepparväxter. Inga underarter finns listade i Catalogue of Life.